# Podleský potok (přítok Lipoltovského potoka)
Podleský potok (německy Kneipelbach) je pravostranným přítokem Lipoltovského potoka ve Slavkovském lese v okrese Cheb v Karlovarském kraji. Délka toku měří 6,9 km. Plocha povodí činí 10,2 km².

## Průběh toku
Celý tok se nachází v Chráněné krajinné oblasti Slavkovský les. Potok pramení v horském sedle Lesným, nejvyšší horou Slavkovského lesa. Jeho pramen se nachází přibližně jeden kilometr severozápadně od vrcholu Lesného v nadmořské výšce okolo 875 metrů. Od pramene teče nejprve severním směrem, prudce klesá hlubokým zalesněným údolím k zaniklé obci Smrkovec. Pod vrchem Kozák (747 m) se směr toku otáčí k jihozápadu. Potok pokračuje údolím pod západními, nejstrmějšími svahy Slavkovského lesa. Pravý břeh je lemován skalnatými svahy horského hřbetu, označovaného jako Javořík. Rovněž nad levým břehem se zvedají strmé svahy okolních kopců. 
Nad prudkým svahem, v místě, kde stávala osada Javořina, se nad levým břehem zvedá obnovená poutní kaple svaté Marie. Po dalších přibližně 300 m protéká potok v údolí pod penzionem, známým pod názvem Kňafák.
Potok se dostává do otevřenější krajiny, nedaleko jeho pravého břehu vyvěrá minerální pramen Radiovka. Okolo budovy bývalé stáčírny tohoto léčivého pramene pokračuje potok ke svému recipientu, Lipoltovskému potoku. Do něj se vlévá nedaleko Podlesí, místní části obce Dolní Žandov, na 10,3 říčním kilometru tohoto potoka.